# Plus ultra

La stema Spaniei, deviza „Plus Ultra” este afișată pe Coloanele lui Hercules.

Plus ultra (latină PLVS VLTRA, însemnând „încă mai departe”) este deviza națională a Regatului Spaniei. A fost mottoul personal al lui Carol Quintul. Conform cercetărilor contelui Rosenthal, deviza este legată de Coloanele lui Hercules, a căror construire, în mitologia romană, este atribuită acestui personaj mitic. Conform mitului, coloanele au purtat o inscripție NEC PLVS VLTRA (adică „nimic mai departe”), care îi informa pe marinari că în spatele Strâmtorii Gibraltar nu mai există nimic.

## Utilizare

### Carol Quintul
Se presupune că, regele Spaniei, Carol Quintul, a adoptat Plus Ultra ca deviză personală la sugestia tânărului său doctor și sfătuitor, Luigi Marliano. Astfel, Marliano dorea să-l încurajeze pe Carol spunându-i că trebuie să ignore avertismentul metaforic al mesajului din Antichitate și să riște cu scopul de a merge tot mai departe. Mottoul a fost și pentru a excela naționalitatea fiindcă Carol a stăpânit multe părți ale Europei purtând titlul impăratului Sfântului Imperiu Roman și a controlat coloniile spaniole în Americii.

### Spania
Deviza regală a devenit populară în Spania după ce Carol Quintul a devenit la începutul secolului XVI regele Aragonului și Castiliei. A devenit ulterior mottoul Spaniei Habsburgilor și a început să apară pe monedele dolarului spaniol. Scopul lui a fost tot contrar la cel al inscripției mitologice — casa regală a vrut să încurajeze exploratorii să meargă peste Strâmtoarea Gibraltar și să urmeze spre Lumea Nouă. Astăzi deviza apare atât pe drapelul național cât și pe stema Spaniei. Mai înainte, a apărut și pe stema celei de-a Doua Republica Spaniolă.

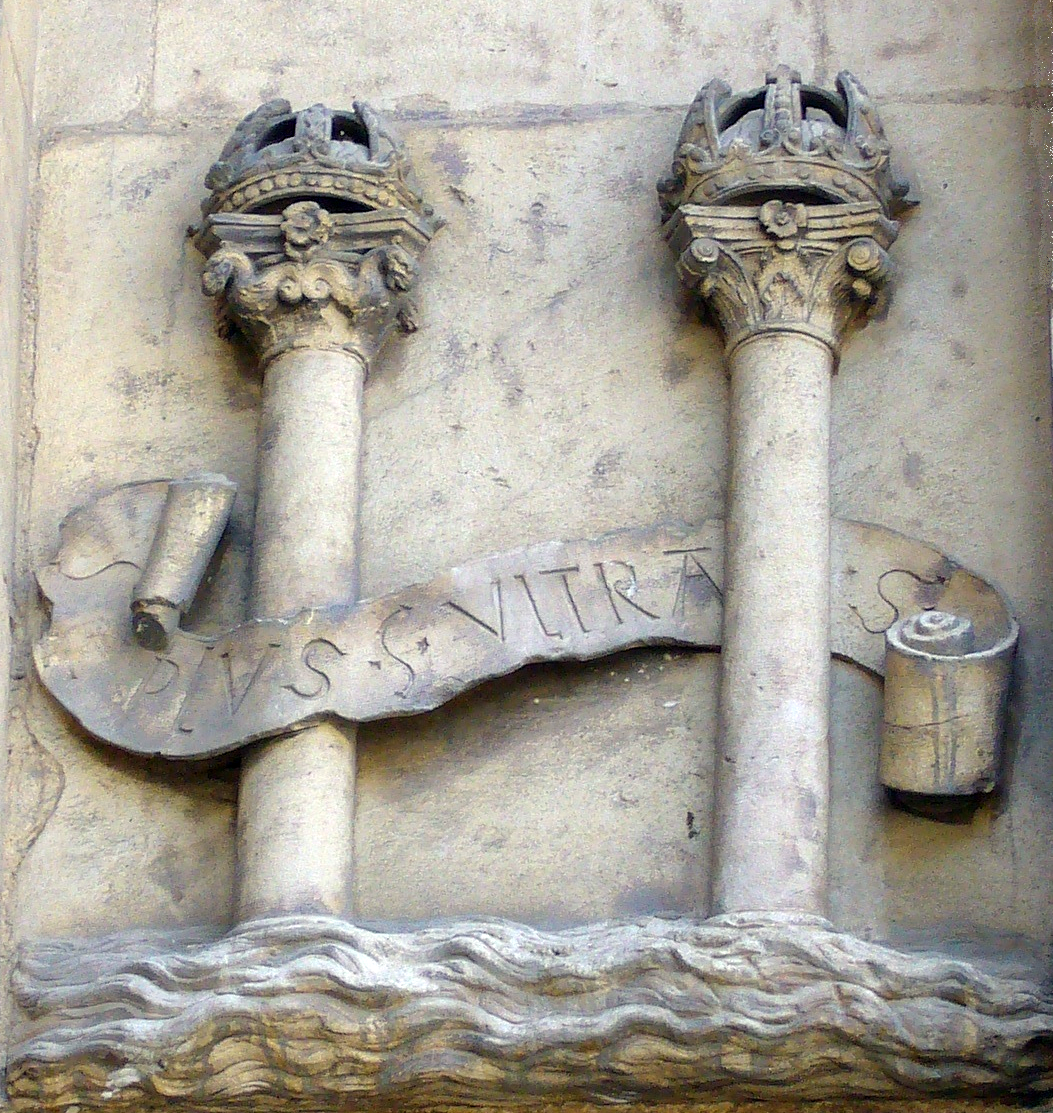
Plus Ultra la clădirea primariei din Sevilia.

În 1926 un grup de aviatori spanioli printre care Ramón Franco și Julio Ruiz de Alda Miqueleiz au reușit să zboare peste Oceanul Atlantic într-un hidroavion numit Plus Ultra. În 1930, în Madrid, a fost înființat un club de fotbal numit AD Plus Ultra care mai târziu și-a schimbat numele în Real Madrid Castilla. Mai recent, brigada Plus Ultra a fost un grup al trupelor din țările hispanofone – Spania, Republica Dominicană, Nicaragua, Honduras și El Salvador – care a participat la Războiul din Irak.

### Alte utilizări
Deviza este des folosită în Flandra, fiindcă Carol Quintul s-a născut în Gent, în Belgia. Este mai folosit ca mottoul mai multor școli, Marinei Columbiene și escadronului cadeților nr. 15 al Armatei Statelor Unite ale Americii. A fost și deviza personală a lui Francis Bacon, iar echivalentul său în franceză veche, Plus Outre, este mottoul comunei Binche din Belgia.